# Vitor Hugo (aktor)
Vitor Hugo, właśc. Vitor Hugo Azevedo Cardoso Nascimento (ur. 3 marca 1977 w Rio de Janeiro) – brazylijski aktor telewizyjny, teatralny i filmowy, także reżyser i producent teatralny.

## Życiorys
Ukończył studia licencjackie na wydziale filozofii na Uniwersytecie Katolickim w Rio de Janeiro, gdzie potem studiował także sztukę. Pracował jako animator kultury, zanim został dyrektorem Agarina Produções Artísticas. Już jako 15-latek, w 1992 roku był nominowany do nagrody teatralnej Rio Shell za występ w sztuce Capitães da Areia. Zdobył także nagrodę Coca-Cola de Teatro i Contigo w 2009 roku w kategorii najlepszy aktor drugoplanowy.
Żonaty z Renatą, mają córkę Sofię i syna Nicolau.

## Filmografia

### Seriale TV
- 1989: Na Rede de Intrigas jako Arthurzinho
- 1991: Ana Raio e Zé Trovão jako ojciec Piá
- 1992: Perigosas Peruas jako Caco
- 1993: Sex Appeal jako Beto
- 1996: Confissões de Adolescente jako André
- 1997: Você Decide jako gość
- 1998: Corpo Dourado jako Joca
- 2000: Laços de Família jako Marco
- 2004: Cabocla jako Tião
- 2006: Vidas Opostas jako João
- 2006: Alta Estação jako prezenter debaty
- 2007: O Profeta jako Antônio Bandido
- 2008: Chamas da Vida jako Fernando Teixeira (Marreta)
- 2010: Historia królowej Estery (A História de Ester) jako Teres
- 2010: Balada Baladão jako Fuzil
- 2012: Król Dawid (Rei Davi) jako Mefibosete
- 2013: Józef z Egiptu (José do Egito) jako Juda
- 2013: Pecado Mortal jako Vinícius Vieira (Picasso)
- 2015–2016: Dziesięć przykazań (Os Dez Mandamentos) jako Korach

### Filmy fabularne
- 1995: Fica Comigo jako Wan
- 1999: Xuxa Requebra jako Guto
- 2016: Dziesięć przykazań (Os Dez Mandamentos) jako Korach